# Henk Sneevlietweg (metrostation)
Henk Sneevlietweg is een station van de Amsterdamse metro in het stadsdeel Nieuw-West. Station Henk Sneevlietweg ligt aan Ringlijn 50 en werd geopend op 28 mei 1997. Per 3 maart 2019 wordt dit station ook aangedaan door metrolijn 51, die vanaf die datum vanaf station Zuid naar Isolatorweg is verlegd.
Het metrostation bevindt zich op een spoordijk tussen de Henk Sneevlietweg, genoemd naar vooroorlogs Kamerlid en verzetsstrijder Henk Sneevliet, en de Aletta Jacobslaan/Vlaardingenlaan. Aan beide uiteinden van het eilandperron bevindt zich een uitgang. In de nabije omgeving van het station bevindt zich de stadsdeelwerf van Slotervaart en op loopafstand het hoofdkantoor van IBM Nederland, het voormalige Slotervaartziekenhuis en het TeC Amsterdam.
De reden dat men ervoor koos de hoofdingang met roltrap en lift aan de zuidzijde aan de Henk Sneevlietweg te situeren en niet aan de noordzijde aan de Vlaardingenlaan, waar in de directe omgeving veel meer woningen liggen, is dat men bij de planvorming voor deze metrolijn er nog van uitging dat tramlijn 16 op termijn vanaf het Haarlemmermeerstation via de Henk Sneevlietweg naar Nieuw Sloten en De Aker zou worden verlegd. Dit plan is echter, mede als gevolg van de uitslag van het referendum in 1995 over het weilandje Vrije Geer in Sloten, die bebouwing van dat weilandje met verlenging van de trambaan van de huidige tramlijn 2 afwees, nooit uitgevoerd.

## Toekomst
In het kader van de plannen voor de ontwikkeling van het Schinkelkwartier, de huidige bedrijventerreinen in het zuiden van Slotervaart en Overtoomse Veld en het sportpark Riekerhaven, is in 2021 onderzocht of het huidige metrostation nog voldoet. Er werden drie varianten onderzocht: handhaving van het huidige station, gedeeltelijke verplaatsing van het station in zuidelijke richting tot over de Henk Sneevlietweg en verplaatsing van het gehele station in zuidelijke richting, met een noordelijke ingang aan de Sneevlietweg en een zuidelijke ingang aan de nieuw aan te leggen Nieuwe Sloterweg, waarbij de toegang vanaf de Vlaardingenlaan komt te vervallen. De laatste optie heeft de voorkeur van de Gemeente Amsterdam.
De Nieuwe Sloterweg betekent een terugkeer van de oude Sloterweg. Ten zuiden van de Henk Sneevlietweg werd de Ringspoordijk gekruist door de Sloterweg. Deze weg, die ongeveer evenwijdig liep aan de huidige Sneevlietweg en ten westen van de spoordijk naar het zuiden afboog, was de hoofdverbinding tussen de stad en Rijksweg 4 naar Den Haag. Over deze weg lag sinds de jaren '30 een stalen viaduct op twee bakstenen landhoofden, bestemd voor de Ringspoorbaan. 
Het viaduct werd na de oorlog verwijderd om elders in Nederland te worden hergebruikt. De landhoofden werden begin jaren '80 gesloopt tijdens de bouw van de Westtak van de Ringspoorbaan. De weg werd geheel verwijderd en de doorbraak in de dijk werd gesloten.
De Nieuwe Sloterweg zal vooral voor langzaam verkeer worden bestemd.
Isolatorweg ·
Station Sloterdijk (NS) ·
De Vlugtlaan ·
Jan van Galenstraat ·
Postjesweg ·
Station Lelylaan (NS) ·
Heemstedestraat ·
Henk Sneevlietweg ·
Amstelveenseweg ·
Station Zuid (NS) ·
Station RAI (NS) ·
Overamstel ·
Van der Madeweg ·
Station Duivendrecht (NS) ·
Strandvliet ·
Station Bijlmer ArenA (NS) ·
Bullewijk ·
Holendrecht (NS) ·
Reigersbos ·
Gein
Centraal Station (NS) ·
Nieuwmarkt ·
Waterlooplein ·
Weesperplein ·
Wibautstraat ·
Amstelstation (NS) ·
Spaklerweg ·
Overamstel ·
Station RAI (NS) ·
Station Zuid (NS) ·
Amstelveenseweg ·
Henk Sneevlietweg ·
Heemstedestraat ·
Station Lelylaan (NS) ·
Postjesweg ·
Jan van Galenstraat ·
De Vlugtlaan ·
Station Sloterdijk (NS) ·
Isolatorweg